# Бавор III из Стракониц
Бавор III из Стракониц (чеш. Bavor III. ze Strakonic) или Бавор из Баворова (чеш. Bavor z Bavorova; ум. 1318) — средневековый чешский феодал и государственный деятель из рода Баворов из Стракониц, внук короля Чехии Пршемысла Отакара II, бургграф королевского замка Звиков (с 1289 года), заседатель Чешского земского суда. Основал замок Прахень (в 1315 году), ставший административным центром Прахеньского края.